# 英国万歳!
『英国万歳!』（えいこくばんざい、The Madness of King George）は、1994年制作のイギリス映画。1991年にロンドンで初演された舞台“The Madness of George III”の映画化作品で、監督は舞台版と同じニコラス・ハイトナー。

## ストーリー
18世紀の終わり、時の国王ジョージ3世が突然乱心してしまう。この機会に政権を手に入れたい皇太子、阻止したい側近たちなどが入り乱れ、英国王室は大混乱に陥る。

## キャスト
- ジョージ3世：ナイジェル・ホーソーン
- シャーロット王妃：ヘレン・ミレン
- ドクター・ウィリス：イアン・ホルム
- グレビル：ルパート・グレイヴス
- レディ・ペンブローク：アマンダ・ドノホー（英語版）
- プリンス・オブ・ウェールズ：ルパート・エヴェレット